# 도쿄 공업대학
도쿄공업대학(일본어: 東京工業大学, 영어: Tokyo Institute of Technology, Tokyo Tech)은 일본의 국립 대학이다. 대학 본부는 도쿄도 메구로구 오오카야마(大岡山)에 있다.
설립 이래, 이공학을 전문적으로 연구하는 대학으로 유명하다. 또한, 2000년 노벨화학상 수상자인 시라카와 히테키를 배출하였고, 2016년 오스미 요시노리 명예교수가 노벨생리의학상을 수상하였다.
2024년 10월 1일에 도쿄 의과치과대학 (TMDU) 과 통합되어 도쿄 과학대학 (Science Tokyo) 가 설립되었습니다.
도쿄 공업대학은 2024년 10월 1일 도쿄 도쿄 의과치과대학 (TMDU) 과 통합되어  도쿄 과학대학 (Science Tokyo) 가 설립되었습니다.

## 개관

### 대학전체
도쿄 공업대학은 일본의 국립 대학으로, 이공학(특히 공학)분야에서는 최고의 연구수준을 자랑한다. 공업입국을 모색하던 메이지 정부가, 전문기술소양을 갖춘 직공장, 공업교원의 양석을 목적으로 설립한 학제상 일본 최초의 공업교육기관인 동경직공학교를 모체로 한다. 현재는 전통적인 이공학뿐만 아니라, 정보계, 바이오계, 사회/경영계(사회공학)를 망라하는 이공계종합대학으로 발전하였다.

### 설립 정신 (교훈, 이념, 학제)
'세계 최고의 이공계종합대학의 실현'이라는 장기목표 하에, '국제적인 리더쉽을 발휘하는 창조성 풍부한 인재의 육성' '진화하는 창조성 교육' 등을 목적으로 하고 있다.

## 연혁
도쿄 공업대학의 기원은 1881년에 설립된 도쿄 직공 학교(東京職工學校)이다. 1929년에 도쿄 공업대학으로 승격했다.
- 1881년 : 도쿄 구라마에(藏前)에 도쿄 직공 학교 설립.
- 1890년 : 도쿄 공업학교로 개칭.
- 1901년 : 도쿄 고등 공업학교로 개칭.
- 1903년 : 전문학교령(專門學校令)에 의한 학교가 됨.
- 1924년 : 현 오오카야마 캠퍼스로 이전.
- 1929년 : 대학령에 의한 도쿄 공업대학으로 승격.
  - 학과: 염료화학과, 방직학과, 요업학과, 응용화학과, 전기화학과, 기계공학과, 전기공학과, 건축학과.
- 1949년 : 신제 도쿄 공업대학 발족 (학부: 공학부).
- 1955년 : 공학부를 이공학부로 개명.
- 1967년 : 학부를 분리: 이학부, 공학부.
- 1990년 : 생명 이공학부를 설치.

## 캠퍼스
- 오오카야마(大岡山) 캠퍼스: 대학 본부 캠퍼스.
- 도쿄도 메구로구 오오카야마(大岡山) 2-12-1.
- 스즈카케다이(すずかけ臺) 캠퍼스 (구 나가쓰타(長津田) 캠퍼스): 생명 이공학부 캠퍼스.
- 가나가와현 요코하마시 미도리 구(綠區) 나가쓰타 초(長津田町) 4259.
- 다마치(田町) 캠퍼스:
- 도쿄 도 미나토구 시바우라(芝浦) 3-3-6.

## 조직

### 학부
- 이학부
  - 학과: 수학과, 물리학과, 화학과, 정보과학과, 지구 행성 과학과.
- 공학부
  - 학과: 금속공학과, 유기(有機)재료공학과, 무기(無機)재료공학과, 화학공학과, 고분자공학과, 기계과학과, 기계지능 시스템 학과, 기계우주학과, 제어 시스템 공학과, 경영 시스템 공학과, 전기전자공학과, 정보공학과, 토목공학과, 건축학과, 사회공학과, 개발 시스템 공학과.
- 생명 이공학부
  - 학과: 생명과학과, 생명공학과.

### 대학원
- 이공학 연구과
- 생명 이공학 연구과
- 종합 이공학 연구과
- 정보 이공학 연구과
- 사회 이공학 연구과
- 혁신 관리(Innovation Management) 연구과

### 부속기관
- 도서관
- 자원화학 연구소
- 정밀공학 연구소
- 응용 세라믹스 연구소
- 원자로 공학 연구소
- 부속 과학기술 고등학교 (다마치 캠퍼스)

## 평가
- 2018년 QS World University Rankings™ 대학 평가에서는 종합대학평가 세계 56위(일본 3위)를 기록하였다.[1]
- 2017년 Academic Ranking of World Universities 대학 평가에서는 종합대학평가 세계 151~200위(일본 6~7위)를 기록하였다.[2]
- 2018년 The Times Higher Education World University Rankings 대학 평가에서는 종합대학평가 세계 251~300위(일본 5위)를 기록하였다.[3]
- 일본 1위, 세계 4위(대학이 소유한 슈퍼컴퓨터 중에서는 세계 1위)(2011년 6월 현재[4])의 슈퍼컴퓨터 츠바메를 운용중이다.

## 참조
1. ↑  “보관된 사본”. 2018년 1월 29일에 원본 문서에서 보존된 문서. 2018년 1월 26일에 확인함.
2. ↑  TOP500 List - June 2008 (1-100) | TOP500 Supercomputing Sites